# 经典咏流传
《经典咏流传》（英語：Everlasting Classics）是中国中央电视台综合频道在2018年2月16日开播的文化音乐节目。主持人是撒贝宁。第一季评委嘉宾是康震、庾澄庆、曾宝仪、王黎光，第二、三季评委嘉宾是康震、朱丹、廖昌永，第四、五季评委嘉宾是康震、廖昌永，第六季评委嘉宾是康震、黄小曼、林大叶、石倚潔。节目将中国经典诗词配上流行曲旋律，由明星艺人或者普通人演唱或演奏。唱完之后由传唱人、其他嘉宾讲述歌曲创作背景，时代意义。最后由鉴赏嘉宾团解析该诗词曲的背景和意义等，让观众了解其文化内涵。

## 播放时间及平台
| 频道                   | 所在地   | 播映日期     | 播出时间                            |
| 中国中央电视台综合频道 | 中国大陆 | 2018年3月3日 | 每周六晚20:00 （2018年2月16日首播） |

## 节目列表

### 第一季
| 期数 | 首播日期      | 经典曲目               | 经典出处                                           | 经典传唱人           |
| ---- | ------------- | ---------------------- | -------------------------------------------------- | -------------------- |
| 1    | 2018年2月16日 | 《明日歌》             | 钱福《鹤滩稿》                                     | 王俊凯               |
| 1    | 2018年2月16日 | 《滚滚长江东逝水》     | 杨慎《临江仙·滚滚长江东逝水》                      | 杨洪基、王晰         |
| 1    | 2018年2月16日 | 《苔》                 | 袁枚《苔》                                         | 梁俊（支教教师）     |
| 1    | 2018年2月16日 | 《墨梅》               | 王冕《墨梅》                                       | 谭维维               |
| 1    | 2018年2月16日 | 《登鹳雀楼》           | 王之涣《登鹳雀楼》                                 | 果敢Duplessy疯马乐队 |
| 1    | 2018年2月16日 | 《梁祝》               | 《铜官窑瓷器题诗二十一首》                         | 巫漪丽               |
| 2    | 2018年2月17日 | 《三字经》             | 《三字经》                                         | 王力宏               |
| 2    | 2018年2月17日 | 《枉凝眉》             | 曹雪芹《红楼梦》                                   | 陈力、余少群         |
| 2    | 2018年2月17日 | 《声律启蒙》           | 车万育《声律启蒙》                                 | 赵照                 |
| 2    | 2018年2月17日 | 《定风波》             | 苏轼《定风波·莫听穿林打叶声》                      | 黄绮珊               |
| 2    | 2018年2月17日 | 《来甦秋思》           | 马致远《天净沙·秋思》                              | 胡德夫               |
| 2    | 2018年2月17日 | 《乡愁四韵》           | 余光中《乡愁》                                     | 胡德夫               |
| 3    | 2018年2月18日 | 《将进酒》             | 李白《将进酒》                                     | 凤凰传奇             |
| 3    | 2018年2月18日 | 《送别》               | 李叔同《送别》                                     | 沙宝亮、欧宁安娜     |
| 3    | 2018年2月18日 | 《鹊桥仙》             | 秦观《鹊桥仙·纤云弄巧》                            | 汪明荃、罗家英       |
| 3    | 2018年2月18日 | 《亭亭山上松》         | 刘桢《赠从弟》                                     | 孙杨                 |
| 3    | 2018年2月18日 | 《木兰诗》             | 北朝民歌《木兰诗》                                 | 尚雯婕               |
| 4    | 2018年3月3日  | 《咏鹅》               | 骆宾王《咏鹅》                                     | 王迅、王恒屹         |
| 4    | 2018年3月3日  | 《新学堂歌》           | 孟郊《游子吟》、北朝民歌《敕勒歌》、孟浩然《春晓》 | 李雪蕊、曹立、闫笑然 |
| 4    | 2018年3月3日  | 《真英雄》             | 杨炯《从军行·烽火照西京》                          | 张卫健               |
| 4    | 2018年3月3日  | 《别君叹》             | 王维《送元二使安西》                               | 曹轩宾               |
| 4    | 2018年3月3日  | 《月下独酌》           | 李白《月下独酌》                                   | 毛不易、廖俊涛       |
| 4    | 2018年3月3日  | 《上下求索》           | 屈原《离骚》                                       | 龚琳娜               |
| 5    | 2018年3月10日 | 《山居秋暝》           | 王维《山居秋暝》                                   | 霍尊                 |
| 5    | 2018年3月10日 | 《天涯共此时》         | 张九龄《望月怀远》                                 | 关喆                 |
| 5    | 2018年3月10日 | 《陋室铭》             | 刘禹锡《陋室铭》                                   | 黄绮珊               |
| 5    | 2018年3月10日 | 《黄河长江》           | 王之涣《凉州词》                                   | 杨培安               |
| 5    | 2018年3月10日 | 《敕勒歌》             | 北朝民歌《敕勒歌》                                 | 腾格尔、邵瑞娅       |
| 5    | 2018年3月10日 | 《梦西湖》             | 白居易《钱塘湖春行》、苏轼《饮湖上初晴后雨》       | 盛一伦               |
| 6    | 2018年3月17日 | 《咏梅》               | 毛泽东《卜算子·咏梅》                              | 李胜素、王泓翔       |
| 6    | 2018年3月17日 | 《墨梅》               | 王冕《墨梅》                                       | 王泓翔               |
| 6    | 2018年3月17日 | 《青玉案》             | 辛弃疾《青玉案·元夕》                              | 陈彼得               |
| 6    | 2018年3月17日 | 《山一程水一程》       | 纳兰性德《长相思·山一程》                          | 柯洁                 |
| 6    | 2018年3月17日 | 《故乡》               | 马致远《天净沙·秋思》                              | 吉克隽逸             |
| 6    | 2018年3月17日 | 《静夜思》             | 李白《静夜思》                                     | 雷佳                 |
| 7    | 2018年3月24日 | 《行香子》             | 秦观《行香子·树绕村庄》                            | 凤凰传奇             |
| 7    | 2018年3月24日 | 《少年中国说》         | 梁启超《少年中国说》                               | 张杰                 |
| 7    | 2018年3月24日 | 《一生一阙歌》         | 白居易《长恨歌》                                   | 王铮亮               |
| 7    | 2018年3月24日 | 《使至塞上》           | 王维《使至塞上》                                   | 赵珈婧云             |
| 7    | 2018年3月24日 | 《岁月不待人》         | 陶渊明《杂诗》                                     | 侯明昊               |
| 7    | 2018年3月24日 | 《春有百花》           | 释绍昙《颂古五十五首》（其一）                     | 齐豫                 |
| 8    | 2018年3月31日 | 《但愿人长久》         | 苏轼《水调歌头·明月几时有》                        | 王珮瑜、洛天依       |
| 8    | 2018年3月31日 | 《在那东山顶上》       | 仓央嘉措诗歌                                       | 娄艺潇、四郎贡布     |
| 8    | 2018年3月31日 | 《观沧海》             | 曹操《步出夏门行》                                 | 吉克隽逸             |
| 8    | 2018年3月31日 | 《琵琶行》             | 白居易《琵琶行》                                   | 任嘉伦               |
| 8    | 2018年3月31日 | 《梅花》               | 王安石《梅花》                                     | 许茹芸               |
| 8    | 2018年3月31日 | 《醉长安》             | 王维《和贾至舍人早朝大明宫之作》                   | 黑撒乐队             |
| 9    | 2018年4月6日  | 《关雎》               | 《国风·周南·关雎》                                 | 仇海平               |
| 9    | 2018年4月6日  | 《迢迢牵牛星》         | 《古诗十九首》                                     | 毛晓彤               |
| 9    | 2018年4月6日  | 《念奴娇·赤壁怀古》    | 苏轼《念奴娇·赤壁怀古》                            | 胡彦斌               |
| 9    | 2018年4月6日  | 《春花秋月何时了》     | 李煜《虞美人·春花秋月何时了》                      | 孟庭苇               |
| 9    | 2018年4月6日  | 《秋风词》             | 李白《三五七言》                                   | 戴荃                 |
| 9    | 2018年4月6日  | 《马勒 尘世之歌 青春》 | 李白《宴陶家亭子》、马勒《尘世之歌》               | 王丰、郑小瑛         |
| 10   | 2018年4月14日 | 《关关雎鸠》           | 《国风·周南·关雎》                                 | 金志文               |
| 10   | 2018年4月14日 | 《鱼戏莲叶间》         | 《汉乐府·江南》                                    | 贾子叶、王奕程       |
| 10   | 2018年4月14日 | 《桃花缘》             | 崔护《题都城南庄》                                 | 李炜、阿兰           |
| 10   | 2018年4月14日 | 《金缕衣》             | 杜秋娘《金缕衣》                                   | 叶炫清               |
| 10   | 2018年4月14日 | 《清平调》             | 李白《清平调词三首》                               | 张雪迎               |
| 10   | 2018年4月14日 | 《沁园春·长沙》        | 毛泽东《沁园春·长沙》                              | 平安                 |
| 11   | 2018年4月21日 | 《经典咏流传》         | 王维《山居秋暝》、李白《子夜吴歌·秋歌》            | 张杰                 |

### 第二季
| 期数                          | 首播日期      | 经典曲目                  | 经典出处                                              | 经典传唱人                                    |
| ----------------------------- | ------------- | ------------------------- | ----------------------------------------------------- | --------------------------------------------- |
| 1                             | 2019年1月28日 | 《声律启蒙》              | 车万育《声律启蒙》                                    | 快乐·罗杰斯、小蜜蜂·罗杰斯（吉姆·罗杰斯之女） |
| 1                             | 2019年1月28日 | 《山高路远》              | 汪国真《山高路远》                                    | 谭维维                                        |
| 1                             | 2019年1月28日 | 《乡愁》                  | 余光中《乡愁》                                        | 齐豫、赵照                                    |
| 1                             | 2019年1月28日 | 《长歌行》                | 《长歌行》                                            | 王源                                          |
| 1                             | 2019年1月28日 | 《登鹳雀楼》              | 王之涣《登鹳雀楼》                                    | 清华大学上海校友会艺术团                      |
| 2                             | 2019年2月2日  | 《千字文》                | 《千字文》                                            | 蔡国庆父子                                    |
| 2                             | 2019年2月2日  | 《春夜喜雨》              | 杜甫《春夜喜雨》                                      | 张靓颖                                        |
| 2                             | 2019年2月2日  | 《小松》                  | 杜荀鹤《小松》                                        | 夏鸿鹏父女（沈阳“无胃”民警）                  |
| 2                             | 2019年2月2日  | 《夜雨寄北》              | 李商隐《夜雨寄北》                                    | 欢庆（先锋实验音乐家）                        |
| 2                             | 2019年2月2日  | 《蒹葭》                  | 《诗经·秦风·蒹葭》                                    | 雷佳                                          |
| 3                             | 2019年2月16日 | 《送别》                  | 李叔同《送别》                                        | 厦门六中合唱团                                |
| 3                             | 2019年2月16日 | 《梦蝶·一百万个可能》     | 《庄子·齐物论》、李白《古风》（其九）                 | 克丽丝叮                                      |
| 3                             | 2019年2月16日 | 《只如初见》              | 纳兰性德《木兰花令·拟古决绝词柬友》                   | 周笔畅                                        |
| 3                             | 2019年2月16日 | 《春江花月夜》            | 张若虚《春江花月夜》                                  | 萨顶顶                                        |
| 3                             | 2019年2月16日 | 《无衣》                  | 《诗经·秦风·无衣》                                    | 中国武警男声合唱团                            |
| 4                             | 2019年3月16日 | 《但愿人长久》            | 苏轼《水调歌头·明月几时有》                           | 邓丽君（全息投影）、刘润潼                    |
| 4                             | 2019年3月16日 | 《知否知否》              | 李清照《如梦令·昨夜雨疏风骤》                         | 胡夏、郁可唯                                  |
| 4                             | 2019年3月16日 | 《蜀道难》                | 李白《蜀道难》                                        | 张杰                                          |
| 4                             | 2019年3月16日 | 《终身误》                | 曹雪芹《红楼梦》                                      | 霍尊                                          |
| 4                             | 2019年3月16日 | 《画·无声》               | 《画》（远看山有色）                                  | 无声合唱团                                    |
| 5                             | 2019年3月23日 | 《风》                    | 李峤《风》                                            | 沙溢、胡可一家                                |
| 5                             | 2019年3月23日 | 《大风歌》                | 刘邦《大风歌》、辛弃疾《破阵子·为陈同甫赋壮词以寄之》 | 孙楠、方锦龙                                  |
| 5                             | 2019年3月23日 | 《相聚的路虽遥远》        | 王维《九月九日忆山东兄弟》                            | 阿云嘎                                        |
| 5                             | 2019年3月23日 | 《九万里风鹏正举》        | 李清照《渔家傲·天接云涛连晓雾》                       | 吉克隽逸                                      |
| 5                             | 2019年3月23日 | 《渡口》                  | 席慕蓉《渡口》                                        | 蔡琴                                          |
| 6                             | 2019年3月30日 | 《三字经》                | 《三字经》                                            | 台风少年团                                    |
| 6                             | 2019年3月30日 | 《子衿》                  | 《诗经·郑风·子衿》                                    | 吴谨言                                        |
| 6                             | 2019年3月30日 | 《还记得他曾说》          | 《论语》                                              | 碰！乐团                                      |
| 6                             | 2019年3月30日 | 《铁马秋风》              | 陆游《书愤》                                          | 陈伟伦                                        |
| 6                             | 2019年3月30日 | 《敕勒歌》                | 北朝民歌《敕勒歌》                                    | 谭维维                                        |
| 6                             | 2019年3月30日 | 《短歌行》                | 曹操《短歌行》                                        | 吴彤                                          |
| 7                             | 2019年4月6日  | 《回文诗》                | 徐寅《题金山寺回文诗》                                | 徐梦圆、王泓翔                                |
| 7                             | 2019年4月6日  | 《和项王歌》              | 虞姬《和项王歌》                                      | 李玉刚                                        |
| 7                             | 2019年4月6日  | 《长相思》                | 李白《长相思》                                        | 林志炫                                        |
| 7                             | 2019年4月6日  | 《白雪歌》                | 岑参《白雪歌送武判官归京》                            | 尚雯婕                                        |
| 7                             | 2019年4月6日  | 《登楼歌》                | 李白《宣州谢朓楼饯别校书叔云》                        | 阿鲁阿卓、山风组合                            |
| 7                             | 2019年4月6日  | 《咏梅》                  | 陆游《卜算子·咏梅》                                   | 李谷一                                        |
| 8                             | 2019年4月14日 | 《黄河大合唱》            | 《黄河大合唱》                                        | 鲁迅艺术学院合唱团、中央音乐学院合唱团        |
| 8                             | 2019年4月14日 | 《武魂》                  | 项羽《垓下歌》、贺铸《六州歌头》                      | 龚琳娜、璧山少儿合唱团                        |
| 8                             | 2019年4月14日 | 《雨巷》                  | 戴望舒《雨巷》                                        | 赵照                                          |
| 8                             | 2019年4月14日 | 《你是人间的四月天》      | 林徽因《你是人间的四月天》                            | 李宇春                                        |
| 8                             | 2019年4月14日 | 《遥念词》                | 于谦《立春日感怀》                                    | 曹轩宾                                        |
| 9                             | 2019年4月21日 | 《唱游》                  | 邵雍《山村咏怀》                                      | 成方圆、杜若祎                                |
| 9                             | 2019年4月21日 | 《鱼戏莲叶间》            | 《汉乐府·江南》                                       | 厦门六中合唱团                                |
| 9                             | 2019年4月21日 | 《咏柳》                  | 贺知章《咏柳》                                        | 刘恺威                                        |
| 9                             | 2019年4月21日 | 《沁园春·雪》             | 毛泽东《沁园春·雪》                                   | 许魏洲                                        |
| 9                             | 2019年4月21日 | 《行路难》                | 李白《行路难·其一》                                   | 冯满天                                        |
| 9                             | 2019年4月21日 | 《游子吟》                | 孟郊《游子吟》                                        | 鲍比达                                        |
| 10                            | 2019年5月2日  | 《别董大》                | 高适《别董大》                                        | 凤凰传奇                                      |
| 10                            | 2019年5月2日  | 《阴山雪》                | 耶律楚材《过阴山和人韵》                              | 德德玛一家                                    |
| 10                            | 2019年5月2日  | 《君自故乡来》            | 王维《杂诗三首》                                      | 涵子一家                                      |
| 10                            | 2019年5月2日  | 《少年狂》                | 苏轼《江城子·密州出猎》                               | 汪苏泷                                        |
| 10                            | 2019年5月2日  | 《假如生活欺骗了你》      | 普希金《假如生活欺骗了你》                            | 钟立风                                        |
| 10                            | 2019年5月2日  | 《成都府》                | 杜甫《成都府》                                        | 陈彼得                                        |
| 11                            | 2019年5月11日 | 《山高路远》              | 汪国真《山高路远》                                    | 谭维维、夏伯渝                                |
| 11                            | 2019年5月11日 | 《如梦令》                | 李清照《如梦令》                                      | 蔡琴                                          |
| 11                            | 2019年5月11日 | 《一剪梅·舟过吴江》       | 蒋捷《一剪梅·舟过吴江》                               | 余笛、王凯、简弘亦、廖佳琳                    |
| 11                            | 2019年5月11日 | 《悠然见南山》            | 陶渊明《饮酒·其五》                                   | 朱哲琴                                        |
| 11                            | 2019年5月11日 | 《过七里滩》              | 夏承焘《浪淘沙·过七里泷》                             | 子曰秋野                                      |
| 11                            | 2019年5月11日 | 《牛背上的小孩·回乡偶书》 | 贺知章《回乡偶书》                                    | 胡德夫                                        |
| 特别节目《回到延安 共唱经典》 |               |                           |                                                       |                                               |
|                               | 2019年6月8日  | 《黄河大合唱》全曲        | 《黄河大合唱》                                        | 廖昌永、袁晨野、丘昆京、肖龙、郭淑珍、王秀芬  |

### 第三季
| 期数 | 首播日期      | 经典曲目                                    | 经典出处                                                                          | 经典传唱人                                       |
| ---- | ------------- | ------------------------------------------- | --------------------------------------------------------------------------------- | ------------------------------------------------ |
| 1    | 2020年1月26日 | 《千年一声唱》                              | 王维《少年行》、李白《庐山谣寄卢侍御虚舟》                                        | 那英、肖战                                       |
| 1    | 2020年1月26日 | 《山水又一程》                              | 纳兰性德《长相思》                                                                | 那英                                             |
| 1    | 2020年1月26日 | 《竹石》                                    | 郑燮《竹石》                                                                      | 肖战                                             |
| 1    | 2020年1月26日 | 《花儿朵朵》                                | 杜甫《绝句二首》（其一）                                                          | 安东尼亚诺小合唱团                               |
| 1    | 2020年1月26日 | 《草》                                      | 白居易《赋得古原草送别》                                                          | 冯家妹、陈果毅（脊髓性肌萎缩症患者）             |
| 2    | 2020年1月27日 | 《孙大圣》                                  | 吴承恩《西游记》                                                                  | 快乐·罗杰斯、小蜜蜂·罗杰斯（吉姆·罗杰斯之女）    |
| 2    | 2020年1月27日 | 《岳阳楼记》                                | 范仲淹《岳阳楼记》                                                                | 康辉、撒贝宁、朱广权、尼格买提                   |
| 2    | 2020年1月27日 | 《诫子书》                                  | 诸葛亮《诫子书》                                                                  | 蔡国庆父子                                       |
| 2    | 2020年1月27日 | 《江雪》                                    | 柳宗元《江雪》                                                                    | 董宝石                                           |
| 2    | 2020年1月27日 | 《归园田居》                                | 陶渊明《归园田居》                                                                | 中国科学院老科学家合唱团                         |
| 3    | 2020年2月15日 | 《元日》                                    | 王安石《元日》                                                                    | 北京市新英才学校风铃草合唱团                     |
| 3    | 2020年2月15日 | 《望岳》                                    | 杜甫《望岳》                                                                      | 赵传                                             |
| 3    | 2020年2月15日 | 《少年行》                                  | 王维《少年行》                                                                    | 阿云嘎、郑云龙、鞠红川、高天鹤                   |
| 3    | 2020年2月15日 | 《咏梅》                                    | 毛泽东《卜算子·咏梅》                                                             | 莫文蔚                                           |
| 3    | 2020年2月15日 | 《稻香丰年》                                | 辛弃疾《西江月·夜行黄沙道中》                                                     | 贵州云上侗寨小歌队                               |
| 4    | 2020年2月22日 | 《过山》                                    | 李白《早发白帝城》                                                                | 凤凰传奇                                         |
| 4    | 2020年2月22日 | 《梦不休》                                  | 李白《菩萨蛮·平林漠漠烟如织》                                                     | 克丽丝叮                                         |
| 4    | 2020年2月22日 | 《百家姓》                                  | 《百家姓》                                                                        | 陈柯宇                                           |
| 4    | 2020年2月22日 | 《思愁》                                    | 李清照《一剪梅·红藕香残玉簟秋》                                                   | 周笔畅                                           |
| 4    | 2020年2月22日 | 《凉州词》                                  | 王翰《凉州词》（其一）                                                            | 刘宇宁                                           |
| 4    | 2020年2月22日 | 《南乡子》                                  | 辛弃疾《南乡子·登京口北固亭有怀》                                                 | 王珮瑜、廖昌永                                   |
| 5    | 2020年2月29日 | 《陪你长大》                                | 孟浩然《春晓》、高鼎《村居》                                                      | 有温度的故事店                                   |
| 5    | 2020年2月29日 | 《一江水》                                  | 王安石《泊船瓜洲》                                                                | 郁可唯                                           |
| 5    | 2020年2月29日 | 《题西林壁》                                | 苏轼《题西林壁》                                                                  | 刘宪华                                           |
| 5    | 2020年2月29日 | 《思君》                                    | 李之仪《卜算子·我住长江头》                                                       | A-Lin                                            |
| 5    | 2020年2月29日 | 《汤显祖遇见莎士比亚》                      | 汤显祖《牡丹亭》、莎士比亚《罗密欧与朱丽叶》                                      | 谭维维、郑棋元                                   |
| 6    | 2020年6月25日 | 《万里梦同心》                              | 张九龄《送韦城李少府》                                                            | 迪玛希                                           |
| 6    | 2020年6月25日 | 《踏歌千江》                                | 刘禹锡《竹枝词二首》（其一）                                                      | 谭维维                                           |
| 6    | 2020年6月25日 | 《读山海经》                                | 陶渊明《读山海经》（其十）                                                        | 王源                                             |
| 6    | 2020年6月25日 | 《春江人间》                                | 朱熹《春日》                                                                      | 韩庚                                             |
| 6    | 2020年6月25日 | 《和你在一起》                              | 佚名《诗经·秦风·无衣》                                                            | 武汉协和医院医护工作者                           |
| 7    | 2020年7月4日  | 《天降大任》                                | 孟子《孟子·告子下》                                                               | 许魏洲                                           |
| 7    | 2020年7月4日  | 《少年不识愁滋味》                          | 辛弃疾《丑奴儿•书博山道中壁》                                                     | 隔壁老樊                                         |
| 7    | 2020年7月4日  | 《水调歌头·游泳》                           | 毛泽东《水调歌头·游泳》                                                           | 雷佳                                             |
| 7    | 2020年7月4日  | 《情是何物》                                | 元好问《摸鱼儿·雁丘词》                                                           | 周深                                             |
| 7    | 2020年7月4日  | 《小池》                                    | 杨万里《小池》                                                                    | 武汉市青山区钢花小学花儿合唱团                   |
| 8    | 2020年7月11日 | 《浣溪沙》                                  | 苏轼《浣溪沙·游蕲水清泉寺》                                                       | 霍尊                                             |
| 8    | 2020年7月11日 | 《紫禁红墙》                                | 何景明《宫词四首》（其二）》                                                      | 吴谨言                                           |
| 8    | 2020年7月11日 | 《望月怀远》                                | 张九龄《望月怀远》                                                                | 九连真人                                         |
| 8    | 2020年7月11日 | 《乐者礼记》                                | 荀况《荀子·乐论》 佚名《礼记·乐记》                                               | 萨顶顶                                           |
| 8    | 2020年7月11日 | 《咏萤火》                                  | 李白《咏萤火》                                                                    | 阿鲁阿卓、曲比乌力、吉合拉作、日哈乡中心校艺术团 |
| 9    | 2020年7月18日 | 《四季》                                    | 苏轼《惠崇春江晚景》 杨万里《小池》 王建《十五夜望月寄杜郎中》 白居易《问刘十九》 | 音阙诗听                                         |
| 9    | 2020年7月18日 | 《上李邕》                                  | 李白《上李邕》                                                                    | 周奇                                             |
| 9    | 2020年7月18日 | 《把酒问月》                                | 李白《把酒问月》                                                                  | 赵照                                             |
| 9    | 2020年7月18日 | 《雁门太守行》                              | 李贺《雁门太守行》                                                                | 李治廷                                           |
| 9    | 2020年7月18日 | 《昭君出塞》                                | 杜甫《咏怀古迹五首》（其三）                                                      | 李玉刚                                           |
| 9    | 2020年7月18日 | 《咏梅》                                    | 毛泽东《卜算子·咏梅》                                                             | 李元华                                           |
| 9    | 2020年7月18日 | 《二十四节气歌：夏秋谣》                    | 佚名《二十四节气歌》                                                              | 冯翔                                             |
| 10   | 2020年7月25日 | 《朋自远方》                                | 孔门弟子《论语》                                                                  | 沙利、陈小龙、唐如兰                             |
| 10   | 2020年7月25日 | 《关山月》                                  | 李白《关山月》                                                                    | 魏晨                                             |
| 10   | 2020年7月25日 | 《鹊桥仙》                                  | 秦观《鹊桥仙·纤云弄巧》                                                           | 王祖蓝                                           |
| 10   | 2020年7月25日 | 《苍黄》                                    | 王偁《赋得边城雪送行人胡敬使灵武》 佚名《菩萨蛮·枕前发尽千般愿》 杨慎《敦煌古乐》 | 尚雯婕                                           |
| 10   | 2020年7月25日 | 《菩萨蛮·寄女伴》                           | 秋瑾《菩萨蛮·寄女伴》                                                             | 黄绮珊                                           |
| 10   | 2020年7月25日 | 《守护》                                    | 文天祥《彭通伯卫和堂》                                                            | 北京协和医院国家援鄂抗疫医疗队                   |
| 11   | 2020年8月1日  | 《池上·你笑起来真好看》                     | 白居易《池上》                                                                    | 李昕融、李凯稠、樊桐舟                           |
| 11   | 2020年8月1日  | 《桃花扇》                                  | 孔尚任《桃花扇》                                                                  | 汪苏泷、张军                                     |
| 11   | 2020年8月1日  | 《锦绣成都》                                | 李白《上皇西巡南京歌》（其二）                                                    | 黄天信、邓堃蓉                                   |
| 11   | 2020年8月1日  | 《锲而不舍》                                | 荀况《劝学》                                                                      | 刘瀚之、陆申有、冯勃鑫、赵百会                   |
| 11   | 2020年8月1日  | 《长征组歌·过雪山草地》 《长征组歌·大会师》 | 萧华《长征组歌》                                                                  | 王宏伟、老战友合唱艺术团                         |

### 第四季
| 期数 | 首播日期      | 经典曲目                    | 经典出处                              | 经典传唱人                     |
| ---- | ------------- | --------------------------- | ------------------------------------- | ------------------------------ |
| 1    | 2021年1月2日  | 《大風歌》                  | 劉邦《大風歌》                        | 屠洪刚                         |
| 1    | 2021年1月2日  | 《定風波》                  | 蘇軾《定風波》                        | 谭咏麟                         |
| 1    | 2021年1月2日  | 《為祖國而歌》              | 陳輝《為祖國而歌》                    | 俞灝明                         |
| 1    | 2021年1月2日  | 《從軍行》                  | 王昌齡《從軍行》                      | 董寶石                         |
| 1    | 2021年1月2日  | 《蝶戀花·答李淑一》         | 毛澤東《蝶戀花·答李淑一》             | 譚維維                         |
| 2    | 2021年1月9日  | 《青春》                    | 李大釗《青春》                        | 康輝、撒貝寧、朱廣權、尼格買提 |
| 2    | 2021年1月9日  | 《但願人長久》              | 蘇軾《水調歌頭·明月幾時有》           | 張韶涵                         |
| 2    | 2021年1月9日  | 《使至塞上》                | 王維《使至塞上》                      | 吉克雋逸                       |
| 2    | 2021年1月9日  | 《緣分一道橋》              | 王昌齡《出塞二首》（其一）            | 王力宏                         |
| 2    | 2021年1月9日  | 《春日偶成》                | 周恩來《春日偶成二首》（其二）        | 廖昌永、廖敏沖                 |
| 3    | 2021年1月30日 | 《過零丁洋》                | 文天祥《過零丁洋》                    | 王耀慶                         |
| 3    | 2021年1月30日 | 《鹧鸪天·桂花》             | 李清照《鹧鸪天·桂花》                 | 郁可唯                         |
| 3    | 2021年1月30日 | 《望闕台》                  | 戚繼光《望闕台》                      | 王晰                           |
| 3    | 2021年1月30日 | 《木棉》                    | 張維屏《木棉》                        | 姜育恆                         |
| 3    | 2021年1月30日 | 《可愛的中國》              | 方誌敏《可愛的中國》                  | 王凱                           |
| 4    | 2021年2月6日  | 《梅嶺三章》                | 陳毅《梅嶺三章》                      | 鄭棋元                         |
| 4    | 2021年2月6日  | 《芝蘭》                    | 孔門弟子《孔子家語》                  | 容祖兒                         |
| 4    | 2021年2月6日  | 《大漠沙如雪》              | 李賀《馬詩二十三首》（其五）          | 阿蘭·達瓦卓瑪、扎西平措        |
| 4    | 2021年2月6日  | 《精衛》                    | 顧炎武《精衛》                        | 劉惜君                         |
| 4    | 2021年2月6日  | 《詠煤炭》                  | 于謙《詠煤炭》                        | 余音                           |
| 5    | 2021年2月14日 | 《君子行》                  | 《周易》                              | 李健                           |
| 5    | 2021年2月14日 | 《鐵甲紅妝》                | 屈大均《詠秦夫人良玉》                | 萬茜                           |
| 5    | 2021年2月14日 | 《朝代歌》                  | 佚名《朝代歌》                        | 周昭妍、王恆屹                 |
| 5    | 2021年2月14日 | 《新雷》                    | 張維屏《新雷》                        | 薇婭                           |
| 5    | 2021年2月14日 | 《我的祖國》                | 喬羽《我的祖國》                      | 金志文                         |
| 6    | 2021年3月14日 | 《道情》                    | 宋方壺《山坡羊·道情》                 | 周筆暢                         |
| 6    | 2021年3月14日 | 《北風吹》                  | 《白毛女》選段                        | 王二妮                         |
| 6    | 2021年3月14日 | 《滿江紅》                  | 岳飛《滿江紅·怒髮衝冠》               | 吳彤                           |
| 6    | 2021年3月14日 | 《浪淘沙令》                | 王安石《浪淘沙令·伊呂兩衰翁》         | 鳳凰傳奇                       |
| 6    | 2021年3月14日 | 《忆秦娥·娄山关》           | 毛澤東《忆秦娥·娄山关》               | 阿雲嘎                         |
| 7    | 2021年3月28日 | 《易水歌》                  | 荊軻《易水歌》                        | 許魏洲                         |
| 7    | 2021年3月28日 | 《天街小雨》                | 韓愈《早春呈水部张十八员外》          | 張含韻                         |
| 7    | 2021年3月28日 | 《赤壁懷古》                | 蘇軾《念奴嬌·赤壁懷古》               | 平安                           |
| 7    | 2021年3月28日 | 《木蘭歌》                  | 韋元甫《木蘭歌》                      | 硬糖少女303                    |
| 7    | 2021年3月28日 | 《弹起我心爱的土琵琶》      | 《弹起我心爱的土琵琶》                | 郁钧剑                         |
| 8    | 2021年4月4日  | 《楚魂》                    | 屈原《九歌·國殤》                     | 黃齡                           |
| 8    | 2021年4月4日  | 《漁家傲·秋思》             | 范仲淹《漁家傲·秋思》                 | 鐘鎮濤                         |
| 8    | 2021年4月4日  | 《俠客行》                  | 李白《俠客行》                        | 李斯丹妮                       |
| 8    | 2021年4月4日  | 《歲暮到家》                | 蔣士銓《歲暮到家》                    | 黃品源                         |
| 8    | 2021年4月4日  | 《洪湖水浪打浪》            | 《洪湖水浪打浪》                      | 阿朵                           |
| 9    | 2021年4月11日 | 《將軍引》                  | 盧綸《和張僕射塞下曲》（其二）        | 劉愷威                         |
| 9    | 2021年4月11日 | 《昨夜書》                  | 岳飛《小重山·昨夜寒蛩不住鳴》         | 許嵩                           |
| 9    | 2021年4月11日 | 《蜀相》                    | 杜甫《蜀相》                          | 尤長靖                         |
| 9    | 2021年4月11日 | 《日暮草遠》                | 趙秉文《撫州二首》                    | HAYA樂團                       |
| 9    | 2021年4月11日 | 《春語》                    | 龔自珍《己亥雜詩》（其五）            | 朱樺                           |
| 10   | 2021年5月5日  | 《滄浪行》                  | 戰國《楚辭·漁父》                     | 沙寶亮                         |
| 10   | 2021年5月5日  | 《茅屋為秋風所破歌》        | 杜甫《茅屋為秋風所破歌》              | 趙照                           |
| 10   | 2021年5月5日  | 《百川千仞》                | 林則徐《林則徐總督府堂聯》            | 白舉綱                         |
| 10   | 2021年5月5日  | 《浪淘沙》                  | 劉禹錫《浪淘沙》（其一）              | 野孩子樂團                     |
| 10   | 2021年5月5日  | 《長征組歌·四渡赤水出奇兵》 | 《長征組歌·四渡赤水出奇兵》           | 楊洪基                         |
| 10   | 2021年5月5日  | 《滾燙的青春》              | 岑參《送李副使赴磧西官軍》            | 楊洪基、乃萬                   |
| 10   | 2021年5月5日  | 《過雪山草地》              | 蕭華《長征組歌·過雪山草地》           | 王宏偉、老戰友合唱藝術團       |
| 11   | 2021年5月9日  | 《玉壺冰心》                | 王昌齡《芙蓉樓送辛漸》                | 蔡國慶                         |
| 11   | 2021年5月9日  | 《破陣子》                  | 辛棄疾《破陣子·為陳同甫賦壯詞以寄之》 | 袁婭維                         |
| 11   | 2021年5月9日  | 《花兒為什麼這樣紅》        | 《花兒為什麼這樣紅》                  | 鄭鈞                           |
| 11   | 2021年5月9日  | 《英雄讚歌》                | 《英雄讚歌》                          | 撒貝寧、康震、廖昌永、王嘉寧   |

### 第五季
| 期数 | 首播日期      | 经典曲目                     | 经典出处                                | 经典传唱人                     |
| ---- | ------------- | ---------------------------- | --------------------------------------- | ------------------------------ |
| 1    | 2022年4月3日  | 《大美中華》                 | 王维《山居秋暝》、李白《子夜吳歌·秋歌》 | 張杰                           |
| 1    | 2022年4月3日  | 《憶江南》                   | 陸遊《鵲橋仙》、蘇軾《行香子·過七里瀨》 | 楊宗緯、阿雲嘎、鄭棋元、蔡程昱 |
| 1    | 2022年4月3日  | 《家香》                     | 薩都剌《上京即事五首·其三》             | 郭采潔、齊·寶力高              |
| 1    | 2022年4月3日  | 《一生大笑能幾回》           | 岑参《涼州館中與諸判官夜集》            | 張衞健                         |
| 1    | 2022年4月3日  | 《節氣歌》                   | 《二十四節氣歌》                        | 王晰、朱德恩                   |
| 1    | 2022年4月3日  | 《望天門山》                 | 李白《望天門山》                        | 胡彦斌                         |
| 2    | 2022年4月16日 | 《大林寺桃花》               | 白居易《大林寺桃花》                    | 楊千嬅                         |
| 2    | 2022年4月16日 | 《春城洛城聞笛》             | 李白《春城洛城聞笛》                    | 鄧小嵐、馬欄山兒童聲合唱團     |
| 2    | 2022年4月16日 | 《鳳凰游》                   | 李白《登金陵鳳凰台》                    | 劉迦                           |
| 2    | 2022年4月16日 | 《愛蓮説》                   | 周敦頤《愛蓮説》                        | 郁可唯                         |
| 2    | 2022年4月16日 | 《蘇幕遮·懷舊》              | 蘇幕遮《懷舊》（節選）                  | 胡夏                           |
| 2    | 2022年4月16日 | 《赤壁賦》                   | 蘇軾《赤壁賦》（節選）                  | 蘇見信                         |
| 3    | 2022年4月23日 | 《涼州詞》                   | 王之渙《凉州词·二首·其一》              | 蘇陽                           |
| 3    | 2022年4月23日 | 《逍遥游》                   | 莊子《逍遥游》                          | 周昭妍、王恒屹                 |
| 3    | 2022年4月23日 | 《憶江南》                   | 白居易《憶江南》                        | 陳數                           |
| 3    | 2022年4月23日 | 《直下看山河》               | 辛棄疾《太常引·建康中秋夜為呂叔潛賦》   | 滿江                           |
| 3    | 2022年4月23日 | 《夜雪》                     | 白居易《夜雪》                          | 周筆暢                         |
| 3    | 2022年4月23日 | 《登飛來峯》                 | 王安石《登飛來峯》                      | 董寶石、齊廣璞                 |
| 4    | 2022年5月2日  | 《凌霄万里》                 | 周恩來《无题》（大江歌罢掉头东）        | 蔡程昱                         |
| 4    | 2022年5月2日  | 《李凭箜篌引》               | 李賀《李凭箜篌引》（節選）              | 白舉綱、魯璐                   |
| 4    | 2022年5月2日  | 《云山》                     | 張養浩《雁兒落帶得勝令·退隱》           | 鳳凰傳奇                       |
| 4    | 2022年5月2日  | 《人间有味是清欢》           | 蘇軾《浣溪沙》（節選）                  | 鄧萃雯、萬綺雯                 |
| 4    | 2022年5月2日  | 《归雁》                     | 王灣《次北固山下》（節選）              | 彭永琛                         |
| 4    | 2022年5月2日  | 《村居》                     | 高鼎《村居》                            | 莫西子诗、妞妞合唱团           |
| 5    | 2022年5月7日  | 《风雨梦来》                 | 陸游《十一月四日風雨大作·其二》         | 张淇                           |
| 5    | 2022年5月7日  | 《梦天》                     | 李贺《梦天》                            | 何雨晴                         |
| 5    | 2022年5月7日  | 《清夜述怀》                 | 苏轼《行香子·述怀》                     | 品冠                           |
| 5    | 2022年5月7日  | 《水木湛清华》               | 谢混《游西池》                          | 水木年华                       |
| 5    | 2022年5月7日  | 《鸟鸣涧》                   | 王维《鸟鸣涧》                          | 金海心                         |
| 5    | 2022年5月7日  | 《秋词》                     | 刘禹锡《秋词二首·其一》                 | 吴碧霞                         |
| 6    | 2022年5月14日 | 《峨眉山月歌》               | 李白《峨眉山月歌》                      | 王铮亮、曹媛源                 |
| 6    | 2022年5月14日 | 《念奴嬌·中秋》              | 蘇軾《念奴嬌·中秋》（節選）             | 楊宗緯                         |
| 6    | 2022年5月14日 | 《鹿鳴》                     | 佚名《詩經·小雅·鹿鳴》                  | 張曉龍                         |
| 6    | 2022年5月14日 | 《南轩松》                   | 李白《南轩松》                          | 陈松伶                         |
| 6    | 2022年5月14日 | 《舟夜书所见》               | 查慎行《舟夜书所见》                    | 苏运莹                         |
| 7    | 2022年5月21日 | 《送友人》                   | 李白《送友人》                          | 陈楚生                         |
| 7    | 2022年5月21日 | 《春的樣子》                 | 蘇軾《蝶戀花·春景》                     | 江美琪                         |
| 7    | 2022年5月21日 | 《饮中八仙歌》               | 杜甫《饮中八仙歌》（節選）              | 沙宝亮                         |
| 7    | 2022年5月21日 | 《黄鹤楼》                   | 崔颢《黄鹤楼》                          | 房东的猫                       |
| 7    | 2022年5月21日 | 《九天开出一成都》           | 李白《上皇西巡南京歌十首·其二》         | 杨克强                         |
| 7    | 2022年5月21日 | 《踏莎行》                   | 晏殊《踏莎行》                          | 戴荃、郑云龙                   |
| 8    | 2022年5月28日 | 《秋思》                     | 范仲淹《漁家傲·秋思》                   | 赵照、丁文军                   |
| 8    | 2022年5月28日 | 《夜宿山寺》                 | 李白《夜宿山寺》                        | 王勉                           |
| 8    | 2022年5月28日 | 《风》                       | 李峤《风》                              | 冯家妹、陈果毅                 |
| 8    | 2022年5月28日 | 《過洞庭》                   | 張孝祥《念奴嬌·過洞庭》（節選）         | 王祖藍                         |
| 8    | 2022年5月28日 | 《菩萨蛮·大柏地》            | 毛泽东《菩萨蛮·大柏地》（節選）         | 张赟、王盈力、乌若、司雨       |
| 9    | 2022年6月4日  | 《念易安》                   | 京剧《李清照》、李清照《夏日绝句》      | 上戏416女团                    |
| 9    | 2022年6月4日  | 《上陽台帖》                 | 李白《上陽台帖》                        | 阿雲嘎                         |
| 9    | 2022年6月4日  | 《泛吴松江》                 | 王禹偁《泛吴松江》                      | 尚雯婕                         |
| 9    | 2022年6月4日  | 《四时》                     | 顾恺之《神情诗》                        | 宁静                           |
| 9    | 2022年6月4日  | 《白鹿》                     | 李白《梦游天姥吟留别》（節選）          | 余梓桾X张子薇                  |
| 9    | 2022年6月4日  | 《唐诗〈江雪〉〈春晓〉游意》 | 柳宗元《江雪》、孟浩然《春晓》          | 吴彤、裘继戎                   |
| 10   | 2022年6月11日 | 《牡丹亭》                   | 汤显祖《牡丹亭·皂罗袍》                 | 張信哲                         |
| 10   | 2022年6月11日 | 《展翅》                     | 杜甫《奉赠韦左丞丈二十二韵》（節選）    | 王鸥                           |
| 10   | 2022年6月11日 | 《天问》                     | 屈原《天问》（節選）                    | 张杰                           |
| 10   | 2022年6月11日 | 《相思》                     | 王维《相思》                            | 薛凱琪                         |
| 10   | 2022年6月11日 | 《忆黄山》                   | 汪莘《沁园春·忆黄山》                   | 许嵩                           |
| 11   | 2022年7月9日  | 《熱愛生命》                 | 汪國真《熱愛生命》                      | 蕭敬騰                         |
| 11   | 2022年7月9日  | 《滇海曲》                   | 杨慎《滇海曲·其十》                     | 杨丽萍                         |
| 11   | 2022年7月9日  | 《两个黄鹂》                 | 杜甫《绝句四首·其三》                   | 安东尼亚诺小合唱团             |
| 11   | 2022年7月9日  | 《送友人入蜀》               | 李白《送友人入蜀》                      | 李斯丹妮、丁真珍珠             |
| 11   | 2022年7月9日  | 《桃花庵歌》                 | 唐寅《桃花庵歌》                        | 唐伯虎、裁缝铺乐团             |
| 11   | 2022年7月9日  | 《出塞》                     | 纳兰性德《蝶恋花·出塞》                 | 乌兰图雅                       |
| 11   | 2022年7月9日  | 《生生不息》                 | 《黄帝内经·四气调神大论》（節選）       | 萨顶顶                         |

### 第六季
| 期数 | 首播日期      | 经典曲目             | 经典出处                    | 经典传唱人                 |
| ---- | ------------- | -------------------- | --------------------------- | -------------------------- |
| 1    | 2023年4月30日 | 《青春万岁》         | 王蒙《青春万岁》            | 马佳、洪之光、王凯、张英席 |
| 1    | 2023年4月30日 | 《摇船》             | 杨万里《舟过安仁》          | 小河                       |
| 1    | 2023年4月30日 | 《皖溪沙》           | 晏殊《皖溪沙》              | 希林娜依·高、吴纯          |
| 1    | 2023年4月30日 | 《沁园春·长沙》      | 毛澤東《沁园春·长沙》       | 石倚潔                     |
| 1    | 2023年4月30日 | 《心有所向》         |                             | 许嵩、郎朗                 |
| 2    | 2023年5月7日  | 《偶成》             | 朱熹《偶成》                | 蔡程昱                     |
| 2    | 2023年5月7日  | 《那颗星星就是我呀》 | 查慎行《舟夜书所见》        | 绣球花小合唱团             |
| 2    | 2023年5月7日  | 《莫负好时光》       | 佚名《金缕衣》              | 叶蓓、吴琼                 |
| 2    | 2023年5月7日  | 《竹马青梅》         | 李白《长杆行》              | 炎明熹                     |
| 2    | 2023年5月7日  | 《观溪》             | 蘇軾《浣溪沙·游崭水清泉寺》 | 张淇、陈葳                 |

## 奖项
| 年份 | 奖项                          | 类别               | 是否得奖 | 备注  |
| ---- | ----------------------------- | ------------------ | -------- | ----- |
| 2018 | 第24届上海电视节“白玉兰奖”    | 最佳季播电视节目   | 獲獎     | [ 3 ] |
| 2018 | 第8届中国高校影视学会“学院奖” | 最佳文化综艺节目奖 | 獲獎     |       |
| 2019 | 第5届CSR中国文化奖            | 年度传媒责任奖     | 獲獎     | [ 4 ] |